# Afonso da Guerra

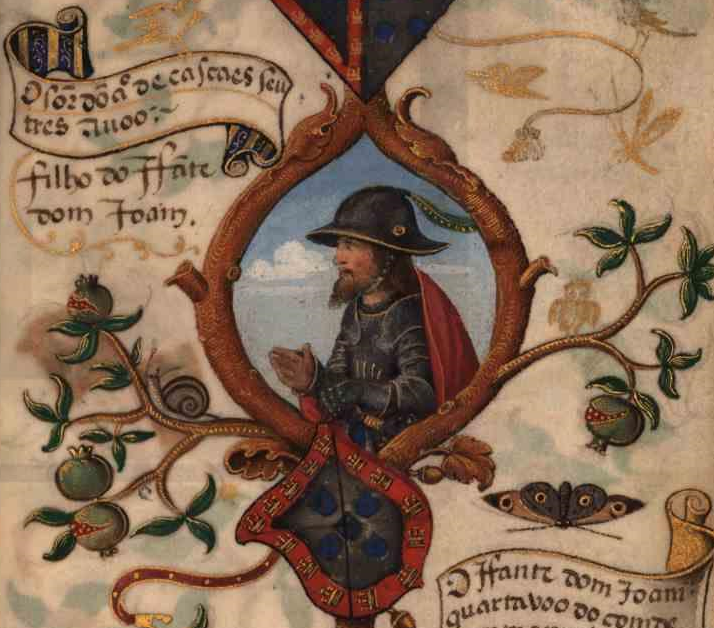
Afonso de Cascais na Genealogia de D. Manuel Pereira, 3.º Conde da Feira, 1534

Afonso da Guerra ou Afonso de Cascais (13?? - Zamora, Agosto de 1441) foi um nobre português.

## Biografia

### Filiação
D. Afonso da Guerra era filho bastardo do Infante D. João de Portugal e de mulher desconhecida.

### Primeiro casamento e descendência
Casou em 1408 com Branca da Cunha (1399 - a. 1 de Maio de 1436), filha de João Afonso de Aregas e de sua mulher Leonor da Cunha. Em Carta de 4 de Julho de 1408, D. João I de Portugal promete, para o casamento de D. Afonso, seu (meio-)sobrinho, com D. Branca, filha do Doutor João das Regras, do seu Conselho, 7.000 dobras de ouro para comprarem herdades. Mas, porque tão cedo não lhes pode dar essa verba e "ele toma ora sua casa", dá-lhe, como 2.º Senhor Consorte de juro e herdade, os Reguengos de Algés e de Oeiras e todos os mais de Ribanar, no termo de Lisboa. Como a noiva tinha, então, 9 anos de idade, tratou-se dum contrato de casamento, mas não o casamento ele próprio, para o que ela precisava de ter mais de 12 anos. O que não impede que o noivo, então, montasse a sua casa, como é expressamente referido. O casamento, portanto, deve ter-se realizado em 1411 ou 1412.
Branca da Cunha foi 2.ª Senhora de juro e herdade das vilas de Castelo Rodrigo, de Tarouca e de Valdigem, da vila de Cascais e seu termo com seu Castelo, dos Reguengos de Algés e de Oeiras com todos os direitos, pescarias e jurisdições, das dízimas das sentenças condenatórias de Évora, da jurisdição da Lourinhã e das rendas da portagem de Beja, 15.ª Senhora do Morgado da Albergaria de São Mateus e 10.ª Senhora do Morgado do Hospital de Santo Eutrópio com Capela de São Bartolomeu, em São Bartolomeu, Lisboa, a 21 de Setembro de 1435, ambos os Morgados dos Soares de Albergaria. Por mercê de D. Duarte I de Portugal, que o trata por (meio-)primo, de 1 de Maio de 1436, sucedeu como 2.º Senhor Consorte nos Senhorios e direitos da mulher, em usufruto, nomeadamente no Senhorio de Cascais, que, após a sua morte, passaria a sua filha D. Isabel e, se esta morresse sem filhos, a suas irmãs. O Senhorio de Oeiras passaria, contudo, de imediato para a dita D. Isabel.
Deste casamento teve um filho e três filhas:
- D. Pedro da Guerra (c. 1414 - a. 1 de Maio de 1436). Seu pai diz a 1 de Maio de 1436 que este seu filho D. Pedro "se finou sem filho e descendente".
- D. Isabel da Cunha, 3.ª Senhora de juro e herdade das vilas de Castelo Rodrigo, de Tarouca e de Valdigem, da vila de Cascais e seu termo com seu Castelo depois de 1 de Maio de 1436, dos Reguengos de Algés e de Oeiras a 1 de Maio de 1436, das dízimas das sentenças condenatórias de Évora, da jurisdição da Lourinhã e das rendas da portagem de Beja depois de 1 de Maio de 1436, 16.ª Senhora do Morgado da Albergaria de São Mateus e 11.ª Senhora do Morgado do Hospital de Santo Eutrópio com Capela de São Bartolomeu, em São Bartolomeu, Lisboa, a 8 de Setembro de 1473. D. Duarte I trata-a por (meia-prima-)sobrinha quando, a 4 de Junho de 1436, esta e seu marido doam a seu pai e a sua segunda mulher D. Maria de Vasconcelos todos os bens que ele tinha da primeira mulher, móveis, de raiz ou da Coroa, salvo o Senhorio de Oeiras, tendo tido para tanto boa paga. D. Afonso V, referindo-a como neta (materna) do Dr. João das Regras e mulher de D. Álvaro de Castro, confirma-lhe o Senhorio da Lourinhã, conforme Carta de D. Duarte I de 1 de Maio de 1436. A 8 de Setembro de 1473, D. Afonso V confirma a D. Isabel, mulher do Conde de Monsanto, a posse dos direitos e propriedade que Catarina Dias, filha de Diogo Soares, tinha no Hospital de Santo Eutrópio, situado na freguesia de São Bartolomeu da cidade de Lisboa, com determinadas condições, segundo Carta de D. João I de 14 de Outubro de 1424. Casou antes de 1436 com D. Álvaro de Castro (c. 1420 - Tomada de Arzila, 24 de Agosto de 1471), 1.º Conde de Monsanto, etc, com geração
- D. Inês da Cunha, faleceu solteira e sem geração
- D. Violante da Cunha, faleceu solteira e sem geração

### Segundo casamento e descendência
Casou segunda vez entre 1419 e 1420 com Maria de Vasconcelos (c. 1403 - d. 6 de Abril de 1451), 3.ª Senhora de juro e herdade de Soalhães, 6.ª Senhora do Morgado de Soalhães, 6.ª Senhora de juro e herdade de metade de Penela, 3.ª Senhora do Morgado de Arega e do Morgado de Fonteboa, 2.ª Senhora da Honra e Couto de Nomães, filha de João Mendes de Vasconcelos e de sua mulher Leonor Pereira, irmã germana do Santo Condestável. D. Maria de Vasconcelos veio viúva de Castela, trazendo os restos mortais de seu marido e de seu filho, e sua nora e seu neto paterno criança, pouco antes de 6 de Abril de 1451, data em que D. Afonso V de Portugal lhe dá uma tença de 30.000 reais de prata. Deste casamento teve um único filho:
- D. Fernando de Vasconcelos (c. 1420 - Zamora, Agosto de 1441), 4.º Senhor de juro e herdade de Soalhães, 7.º Senhor do Morgado de Soalhães, 7.º Senhor de juro e herdade de metade de Penela, 4.º Senhor do Morgado de Arega e do Morgado de Fonteboa, 3.º Senhor da Honra e Couto de Nomães a 2 de Setembro de 1434. Acompanhou seu pai e sua mãe no exílio em Zamora, onde morreu no mesmo ano. Sua mãe trouxe depois para Portugal os seus restos mortais, sepultados no Convento de São Domingos de Coimbra com o seguinte letreiro: "Neste moimento do Senhor Janemendes de Vasconcellos jazem os ossos do mui Illustre Senhor Dom Fernando seu neto, o qual em seu testamento mandou que aqui fosse lançado, trazido de Castella onde se finou em serviço da Rainha Dona Leonor Madre delRey Dom Afonso o 5º de Portugal, e foi filho de Dom Afonso e neto do Infante Dom João que era filho delRey Dom Pedro de Portugal e da Infante Dona Ines de Castro sua mollher". Casou c. 1440 com D. Beatriz de Meneses, filha de D. Pedro de Meneses, 1.º Conde de Vila Real, etc, e de sua segunda mulher Beatriz Coutinho, e que era menor de idade em 1438. A 21 de Dezembro de 1449, D. Afonso V confirma a doação a D. Leonor de Meneses e D. Isabel, mulher de D. Fernando, filhas do Conde D. Pedro, da tença anual de 8.600 coroas e 210.000 libras da portagem de Lisboa. Tiveram um único filho:
  - D. Afonso de Vasconcelos (Zamora, 1441 - 1 de Novembro de 1480), 1.º Conde de Penela

### Cargos
Exerceu, em nome de sua mulher, o cargo de Alcaide-Mor de Cascais. Foi, igualmente, Alcaide-Mor de Lisboa, até ao seu afastamento pelo Infante D. Pedro de Portugal, 1.º Duque de Coimbra e Regente de Portugal, antes de 5 de Abril de 1440, etc.
Segundo Rui de Pina, na Crónica de El-Rei D. Afonso V, Capítulo 41, no ano anterior de 1439, por motivo do desassossego reinante em Lisboa, D. Afonso da Guerra, Senhor Consorte de Cascais e Alcaide-Mor da cidade, seu filho D. Fernando de Vasconcelos, alguns Fidalgos amigos e gente de sua criação entrincheiraram-se no Castelo da capital, que passaram a vigiar cuidadosamente. O facto provocou reacção nos habitantes, que se propunham atacar o Castelo. Interveio o Infante D. João de Portugal, que era o 3.º Condestável do Reino de Portugal, e, por meio de D. Maria de Vasconcelos, segunda mulher de D. Afonso de Cascais, encetou negociações para que ele lhe fosse entregue ou consentissem ao menos os ocupantes em que poisasse com eles o dito Infante, embora mantivessem suas forças e homenagem. Perante a negativa, sobretudo de D. Fernando de Vasconcelos, adepto como o pai de D. Leonor de Aragão, Rainha de Portugal e Regente do Reino, os da cidade cercaram o Castelo, valaram-no em redor e puseram-lhe guarda permanente, de sorte que ninguém nele entrasse ou saísse nem os que dentro se achavam pudessem receber socorro, aviso ou mantimentos. Como, porém, estes escasseassem, D. Afonso de Cascais entregou o Castelo ao Infante D. João, sob certas seguranças, e com o filho foi juntar-se à Rainha, em Alenquer.
Este facto histórico é confirmado em capítulo especial de Lisboa às Cortes da mesma cidade em 1439, nos termos seguintes: - "...E porque, antre todallas doores de que se ane ella [a cidade] maja teme e de que lhe  avijr pode morte he o castello que en ella esta, como sse mostrou ora por obra, armandosse e uellandosse contra ella, querendo poer magoa em sua grande llealdade, da qual cousa tomou grande sentido, e sse ouuera de ssigujr grande perda, sse non fora o nobre jffante dom Joham, uosso muyto amado tio, que por ssua rrazoada braueza non sse deu aa execuçom. Pedeuos, por merçee, esta uoaa muy lleal cidade de Lixboa que, por gouernança de ssua ssaude e manteença de llealdade, en que a ssempre Deus conserue, que a alcaidaria desta çidade nunca sseja dada ssaluo aa cidade; e ajnda, sse uossa merçee ffor, por moor ssegurança e firmeza de manteer ssempre ssua lealdade, que lhe outorguees que ella uos ffaça por ella menagem e por aqui sera atalhado todo o arroydo e ssospeita que lhe, por aazo delle, pode vijr, porque assy he como molher casta, que non ha mester guarda, muyto majs pouco a llealdade desta cidade ha mester castello. E esto, ssenhor, lhe deuees de fazer, porquanto algũas villas ha no rregno que teem os castelos e fecta menagem por elles e nom ssom tam mereçedores por seruiços de ssemelhante merçee auerem como nos."
A 5 de Abril de 1440, em Sacavém, o Regente Infante D. Pedro deu Carta em que nomeia novo Alcaide-Mor de Lisboa D. Álvaro Vaz de Almada, registada na Chancelaria de D. Afonso V, Livro 20, Fólio 85v e seguintes. "Praznos de o tirar e dar a tal pessoa de que uos ajaaes bon ssegurança e nos esso meesmo." (Chancelaria de D. Afonso V, Livro 20, Fólio 90). Do referido documento infere-se que apenas a 5 de Abril de 1440 foi nomeado novo Alcaide-Mor de Lisboa, confiado possivelmente até então o Castelo à guarda e defesa do Infante D. João ou de pessoal seu. Contudo, o Regente D. Pedro não alude aqui a esse interregno da Alcaidaria-Mor da cidade, pois faz passar esta directamente de D. Afonso de Cascais para o Capitão-Mor e seu fiel servidor nas lutas da Regência, o Rico-Homem D. Álvaro Vaz de Almada, do Conselho Régio. Parece que D. Afonso de Cascais, já de avançada idade, bem como seu filho, nunca mais abandonaram a Rainha D. Leonor. Com ela os vemos partir de Almeirim para o Crato, em Outubro de 1440, clamando o velho pai, abraçado com a terra e cheio de lágrimas, "leixaime comer a esta terra que me criou e a que nom fuy nem som treedor", segundo Rui de Pina, na Crónica de El-Rei D. Afonso V, Capítulo 65, e com a Rainha se homiziaram em Castela, em Dezembro do mesmo ano de 1440, e vieram a falecer em Zamora, em Agosto de 1441, segundo Rui de Pina, na Crónica de El-Rei D. Afonso V, Capítulo 74.